# Rudi van Dantzig
Rudi van Dantzig (Amsterdam, 4 agosto 1933 – Amsterdam, 19 gennaio 2012) è stato un ballerino, coreografo e scrittore olandese.
Molto influenzato dal lavoro di  Martha Graham, fa il suo debutto nel 1952, con il "Nederlands Ballet", che diventerà poi il "Nationale Ballet". Dal 1965 ne diventa il co-direttore per esserne il solo direttore dal 1971 al 1991.
È l'autore di diversi libri, di cui uno autobiografico nel 1986, dal titolo Voor een verloren soldaat (Per un soldato perso), da cui è stato tratto un film nel 1992.

## Balletti
- 1955: Night Island
- 1958: The Family Circle
- 1961: Jungle
- 1965: Monument for a Dead Boy
- 1968: Moments
- 1970: On the Way
- 1971: Coloured Birds
- 1973: Here Rests: A Summer Day
- 1973: Ramifications
- 1975: Blown in a Gentle Wind
- 1977: Four Last Songs
- 1979: Life
- 1981: Under my Feet
- 1983: No Man's Land
- 1987: Sans armes, Citoyens !
- 1990: Archangels Butcher the Heavens Red